# コウケンテツ
コウ ケンテツ（高 賢哲、朝: 고현철（）、1974年7月14日 - ）は、大阪府生まれの料理研究家。

## 来歴
1974年、大阪府生まれ。母は朝鮮料理の研究家・李映林。在日韓国人二世。
スポーツが得意で、高校から始めたテニスはプロ選手を夢見ていたが、18歳で重度の椎間板ヘルニアを患い断念。数か月歩くことができず、社会復帰するまでに2年近くかかった。体が元に戻ってからは大工や配送業などの様々な職に就くが、どれも長くは続かなかった。
地元・大阪で働きつつも自分の道を模索していた時、母から自分が主宰する「eirin's kitchen」でアシスタントをしてみないかと声をかけられた事がきっかけで料理の道に入り、約3年間の修行期間を経て、31歳で料理研究家として独立し単身上京。母から受け継いだ韓国の味に加え、和食、イタリアン、エスニック料理と幅広いジャンルに精通し、しばしば朝鮮料理のエッセンスを取り入れたメニューや特徴的な調理方法をメディアで紹介している。独立後は雑誌や本、テレビ、ネットコンテンツ、イベント、料理教室開催など多方面で活動する。
2009年7月13日、レギュラー出演していた生活情報番組『スパイスTV どーも☆キニナル!』（フジテレビ）にて女性マネージャーとの結婚を発表。自身のHPにも「このたび、結婚することになりました。」と掲載した。
2010年2月22日、『スパイスTV どーも☆キニナル!』にて第一子（長男）が誕生したことを発表。
長男誕生後、第二子（長女）、第三子（次女）が誕生。2020年現在は一男二女の子宝に恵まれている。
2020年3月22日から同月に開設したYouTubeチャンネルで『どこにでも売っている食材と分かりやすく簡単なコツで美味しく作れる』を理念に置いたレシピ動画の投稿を開始し、チャンネル登録者数は2021年9月に100万人、2024年3月時点で200万人を突破している。

### 家族
- 父は大阪生まれ、韓国・ソウル育ちで経済的に苦労し、成人後には日本語がわからないまま親類を頼って再び大阪に渡った[6]。母は韓国済州島 生まれで、21歳まで同島で過ごした。日本で結婚した二人がもうけた三男一女の末っ子が、ケンテツ（兄弟の生まれた順番は長兄・コウ静子・次兄・ケンテツ）である[3]。
- 母は料理研究家の李映林、兄弟唯一の女性である姉のコウ静子もフードコーディネーター（母のアシスタントも兼務）という料理家ファミリーである。家族みんなが揃って食べる家庭料理の大切さを語り、2007年には大阪から母と姉を東京へ呼び、一緒に暮らしていた[7]。

## メディア出演

### テレビ・ラジオ
- NNN Newsリアルタイム（日本テレビ系）（不定期出演、森三中の村上知子と料理コーナーを担当）
- 「コウケンテツ&中川晃教　GO!GO!ランチBOX」（食と旅のフーディーズTV） 2009年7月～同9月（本放送）
- ハピふる! 「らいぶdeキッチン」（フジテレビ系）（月曜レギュラー、フジテレビアナウンサーの石本沙織と料理コーナーを担当） 2007年10月1日 - 2008年9月22日(番組自体は2008年9月26日で終了）
- 課外授業 ようこそ先輩（NHK総合） 2008年10月26日（大阪市立海老江東小学校訪問[8]）
- スパイスTV どーも☆キニナル! 「キッチン de SHOW」（フジテレビ系）（月曜レギュラー、フジテレビアナウンサーの生野陽子と料理コーナーを担当） 2008年9月29日 - 2010年3月末
- ラジオビタミン「ときめきインタビュー」（NHKラジオ第1放送）2009年1月15日
- となりの子育て「育てた人にきいてみる －料理研究家 コウケンテツの母－」ゲスト（NHK教育）2009年4月25日
- 歌うコンシェルジュ（NHK総合）2010年8月23日
- きょうの料理（NHK教育）2010年8月23日
- NHK海外ネットワーク（NHK総合）2011年2月5日
- 三井製糖スペシャル 食が育む絆と心 〜沖縄・台湾1000キロの旅〜（RKB毎日放送）2012年1月22日
- テレビでハングル講座（NHKEテレ）（生徒役）2012年4月2日 - 2013年3月18日
- コウケンテツのたべごころ（RKB毎日放送）
- コウケンテツが行く アジア旅ごはん（NHK BS1）
- まちプリ（RKB毎日放送）　(火曜日コメンテーター)
- コウケンテツの日本100年ゴハン紀行（NHK BS1）2020年3月22日 - 不定期で放映中

### 広告
- ライオン「リード」[9]
- 広島ガス「Siセンサーコンロ」 - 今田萌と共演。

### その他
- コウケンテツのかんたんHAPPYレシピ（MSN産経新聞）
- コウケンテツの取り分けかぞくごはん ひよこクラブ 2011年4 - 12月号連載  (ベネッセコーポレーション）  [10]。

## 著書
- 『人が幸せになるにはごはんを作ればいいと僕は思う。』（主婦と生活社、2006/06）ISBN 9784391132939
- 『コウケンテツ流男がよろこぶおかず＆どんぶり』（宝島社、2006/06）ISBN 9784796653640
- 『おかずの本』（主婦と生活社、2007/04）ISBN 9784391624403
- 『コウケンテツの“僕流”家ごはん：肉と魚介の献立＆おもてなし』（オレンジページ、2007/10）ISBN 9784873035369
- 『コウケンテツの野菜でごはん：僕のおいしい、とっておき。』（主婦の友社、2007/11）ISBN 9784072578681
- 『コウケンテツの10分どんぶり100』（主婦と生活社、2008/02）ISBN 9784391626117
- 『コウケンテツ僕のツボごはん』（主婦の友社、2008/02）ISBN 9784072576670
- 『コウケンテツのおつまみ。』（講談社、2008/03）ISBN 9784062783767
- 『コウケンテツの韓国料理1（ハナ）・2（ドゥ）・3（セッ）』（日本放送出版協会、2008/04）ISBN 9784140332542
- 『コウケンテツのごまやねん：最強のごまおかず70』（主婦と生活社、2008年07）ISBN 9784391136326
- 『コウケンテツのふたりでパスタ』（西東社、2008/08）ISBN 9784791615513
- 『いつものかぞくごはん』（李映林、コウ静子共著）（小学館、2008/09）ISBN 9784093107365
- 『コウケンテツの鍋、汁もの、煮込み：うまいおかずレシピ50』（主婦と生活社、2008/11）ISBN 9784391627565
- 『幸せの野菜ごはん：私たちの食卓はヘルシーな韓国料理が基本です』（李映林、コウ静子共著）（文化出版局、2008/12）ISBN 9784579210602
- 『コウケンテツの低カロ野菜レシピ』（学習研究社、2009/05）ISBN 9784056055207
- 『僕が韓国料理をつくる理由(わけ)』（日本放送出版協会、2009/07）ISBN 9784140332627
- 『コウケンテツのもっとおいしく!』（オレンジページ、2009/09）ISBN 9784873036496
- 『鶏本』（ソニーマガジンズ、2009/10）ISBN 9784789734035
- 『弁当』（講談社、2010/01）ISBN 9784062784191
- 『コウケンテツ 僕の大好きな、ソウルのおいしいお店』（朝日新聞出版、2010/02）ISBN 9784022723925
- 『とうがらし』（講談社、2011/06）ISBN 9784062995269
- 『コウケンテツ 僕の大好きな、ソウルのおいしいお店 最新版』（朝日新聞出版、2012/09）ISBN 9784022724250
- 『コウケンテツ流“家飲み"ごはん』（オレンジページ、2012/10）ISBN 9784873038285
- 『しょうが』（講談社、2012/10）ISBN 9784062995757
- 『コウ ケンテツの食パン食』（NHK出版、2013/04）ISBN 9784140332795
- 『コウケンテツ もてなしお菓子&おウチごはん100―ぶきっちょさんの』（主婦の友社、2013/12）ISBN 9784072932612
- 『コウケンテツのおやこ食堂 毎日のごはんからスイーツまで、全61レシピ』（白泉社、2014/05）ISBN 9784592732792
- 『コウケンテツのごはん食』（NHK出版、2015/04）ISBN 9784140332887
- 『コウケンテツのおやつめし』（クレヨンハウス、2015/05）ISBN 9784861013072
- 『コウケンテツ流 ココナッツオイルレシピ』（オレンジページ、2015/08）ISBN 9784873039992
- 『砂糖が決め手! コウケンテツのまたつくりたくなる定番レシピ』（NHK出版、2016/09）ISBN 9784141992363
- 『コウケンテツのおやつめし 2』（クレヨンハウス、2017/04）ISBN 9784861013423
- 『コウケンテツのだけ弁』（扶桑社、2019/02）ISBN 9784594613792
- 『本当はごはんを作るのが好きなのに、しんどくなった人たちへ』（ぴあ、2020/09）ISBN 978-4835639826